# Jonathan Nott

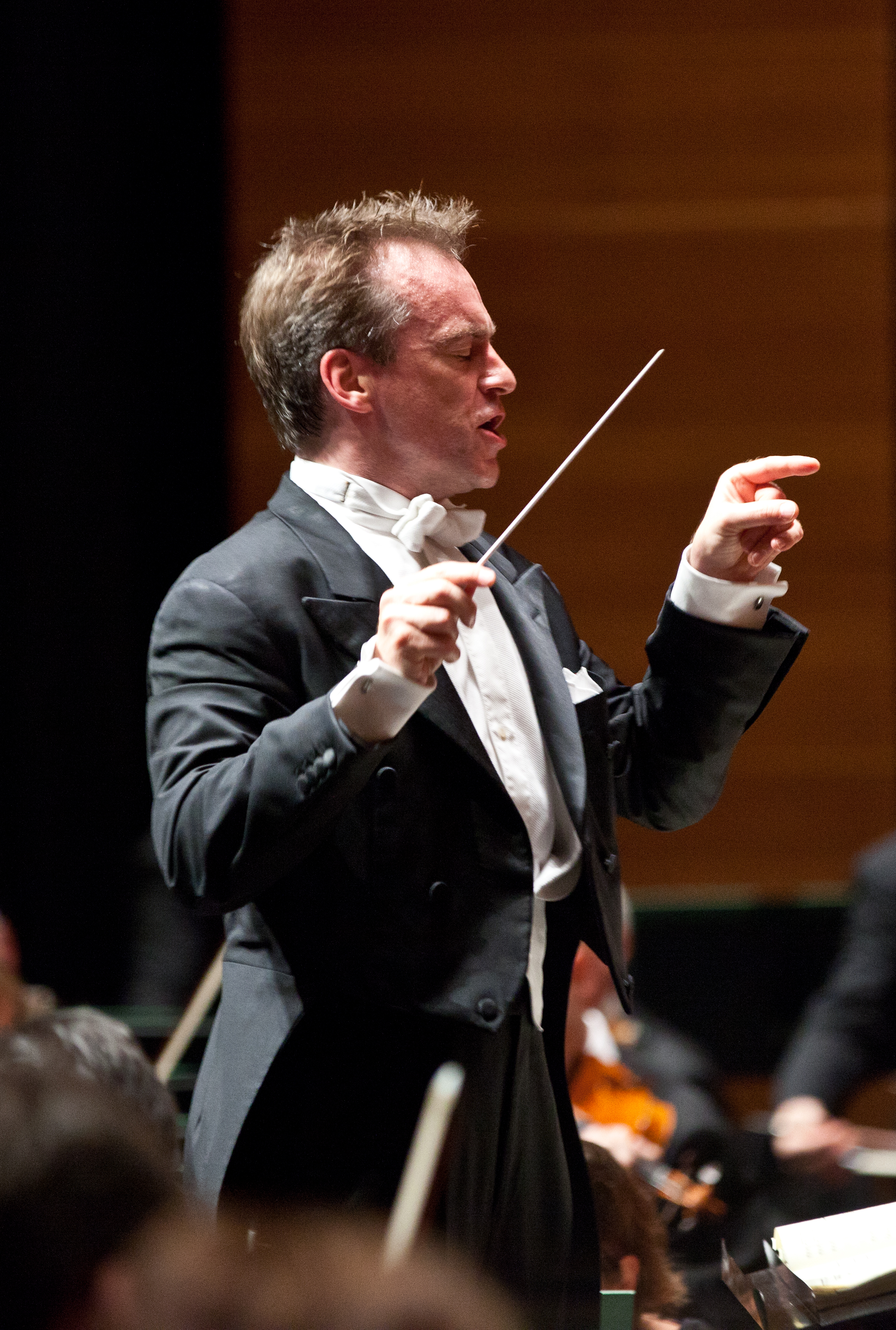
Jonathan Nott

Jonathan Nott (Solihull, Engeland, 1963) is een Engels dirigent.
Jonathan Nott werd chef-dirigent van de Bamberger Symphoniker in januari 2000. Hij leidde het orkest op tournees naar Zuid-Amerika, Rusland, Spanje, het Edinburgh Festival, Japan, en naar de Verenigde Staten. Nott maakte zijn debuut als dirigent in 1988 op het operafestival in Batignano, Italië, en werd vervolgens kapelmeester van de Opera van Frankfurt (Opern- und Schauspielhaus Frankfurt) in het volgende jaar. In 1991 werd hij benoemd tot Hoch Kapellmeister aan het Hessisch Nationaal Theater in Wiesbaden, en werd hij interim chef-dirigent voor het seizoen 1995–96. In deze tijd leidde hij verschillende opera's, balletvoorstellingen en symfonische concerten, waaronder vooaanstaande werken van Mozart, Verdi, Puccini, en zijn eerste complete uitvoering van de Ring van Wagner. Daarna werd hij muzikaal leider van het Theater van Luzern en chef-dirigent van het symfonieorkest van Luzern. Sinds 2017 is hij chef-dirigent van het Orchestre de la Suisse Romande in Genève. 
Nott vervulde gastdirigentschappen bij diverse orkesten vanaf midden jaren 90, waaronder het Sinfonieorchester des Westdeutschen Rundfunks, het Gewandhausorchester in Leipzig, het Tonhalle Orchester Zürich, Sinfonieorchester des Norddeutschen Rundfunks in Hamburg, NHK Symphony, het Koninklijk Concertgebouworkest in Amsterdam, het London Philharmonic Orchestra en het Münchner Philharmoniker, het Orchestre de Paris en het Los Angeles Philharmonic Orchestra. Hij werkte met de Berliner Philharmoniker, waarmee hij verschillende orkestwerken van György Ligeti opnam als deel van de bijdrage van Teldec aan de opname van de complete werken van Ligeti. Na een aantal seizoenen als chef-dirigent van Ensemble InterContemporain (EIC) werd Nott de eerste gastdirigent van dit ensemble. 